# Walace
Walace Souza Silva (ur. 4 kwietnia 1995 w Salvadorze) – brazylijski piłkarz. 

## Kariera sportowa
Znalazł się w kadrze reprezentacji Brazylii na Copa América 2016 w miejsce kontuzjowanego Luzia Gustavo. Złoty medalista Letnich Igrzysk Olimpijskich 2016. W styczniu 2017 podpisał 4 letni kontrakt z Hamburger SV. W czerwcu 2018 roku po licznych eskapadach został sprzedany za sumę 6 mln Euro do Hannoveru 96.